# Doge (Netzkultur)

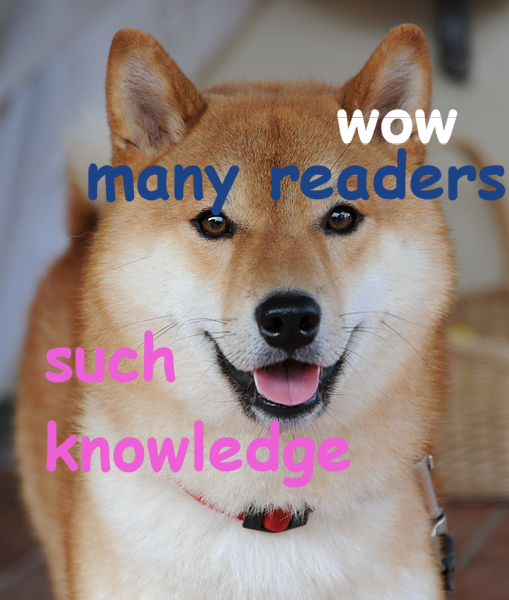
Beispiel für ein Doge-Meme

Doge (/doʊʒ/, auch /doʊdʒ/, /ˈdɒɡi/, /ˈdɒɡeɪ/, /ˈdoʊɡeɪ/, /dɒɡ/ oder /doʊɡ/) ist ein Internetphänomen (Meme), das im Jahr 2013 populär wurde. Doge ist eine Abwandlung des englischen Wortes „dog“ (Hund).
Es besteht aus dem Bild eines Hundes der japanischen Rasse Shiba und einem rudimentären englischen Text in der Form von Textschnipseln wie „such x“, „many x“, „very x“, „so x“ oder „wow“. Das am häufigsten verwendete Foto zeigt die Hündin Kabosu.

## Ursprung

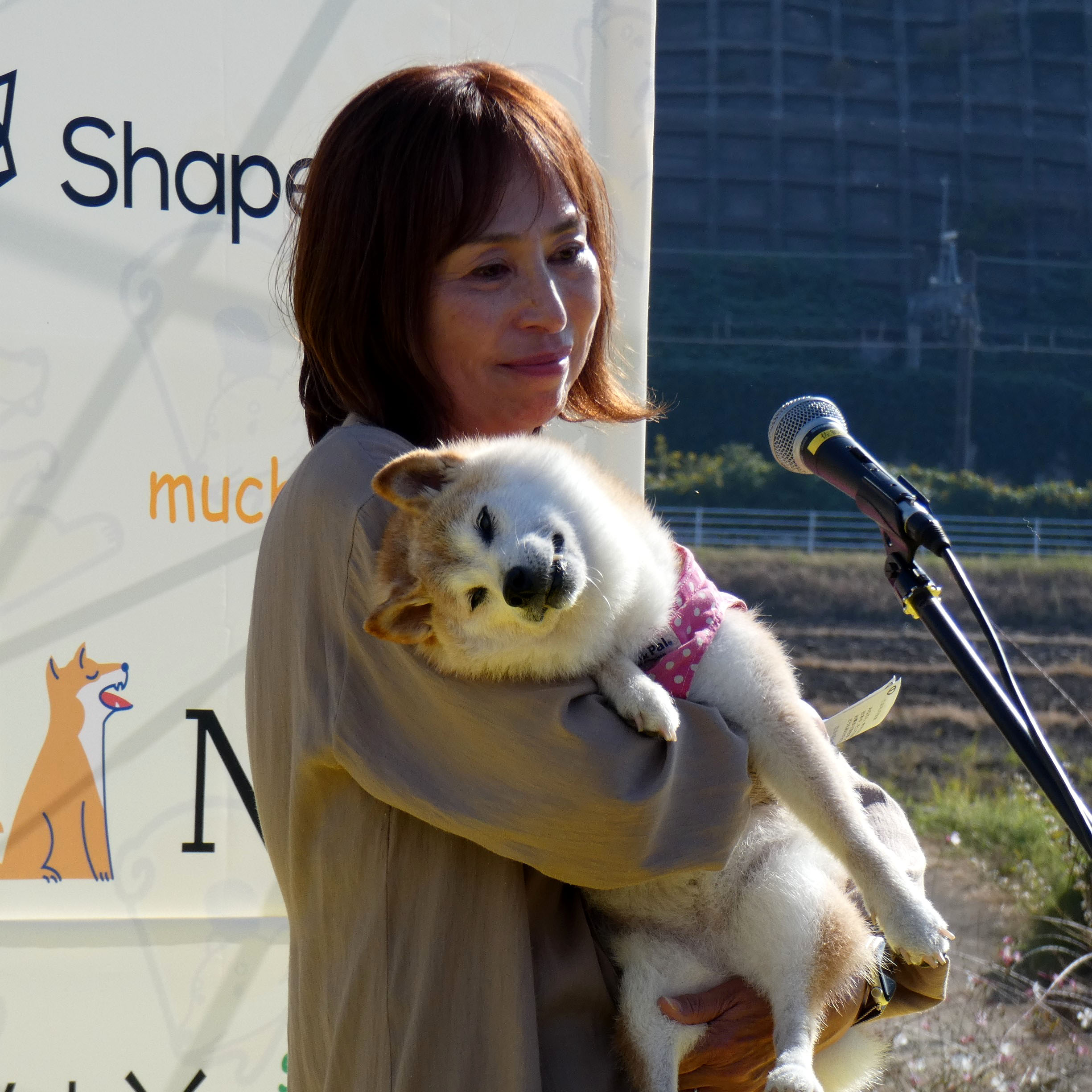
Kabosu und ihre Besitzerin Atsuko Sato (2023)

Die am 1. November 2005 geborene Hündin Kabosu ist das ursprüngliche Motiv des Memes. Kabosu wuchs zusammen mit 19 anderen Welpen in einem Hundezuchtbetrieb auf. Als dieser geschlossen wurde und die meisten der dort mit ihr lebenden Welpen euthanasiert wurden, gelangte sie in den Besitz der japanischen Kindergärtnerin Atsuko Sato. Aufgrund ihres runden Gesichts wurde die Hündin nach der Zitrusfrucht Kabosu benannt. Kabosus Besitzerin Sato betrieb ab 2009 ein Weblog, um über niedliche Fotos ihrer Haustiere Aufklärung über Hundezucht und Kritik daran zu vermitteln.
Doge erreichte Platz 12 in der MTV-Liste der 50 Things Pop Culture Had Us Giving Thanks For im Jahr 2013.
Kabosu starb am 24. Mai 2024 im Alter von 18 Jahren.

## Meme-Struktur

### Schrift

Comic Sans MS

Von anderen Memes (z. B. Lolcat) unterscheidet sich Doge auf Gestaltungsebene durch die Verwendung der Schriftart Comic Sans MS (statt Impact) sowie die Verwendung mehrerer Farben und eine konsequente Kleinschreibung. Inhaltlich setzt es sich von anderen Meme-Themen dadurch ab, dass syntaktische Besonderheiten fokussiert werden statt Lautung oder Schreibung.

### Doge Speak
Die in den Doge-Memes verwendete Sprache hat sich durch ihren hohen Wiedererkennungswert auch unabhängig von einem Bild als Trägermedium in der Internetkultur verankert. Ein Beispiel für Doge Speak in reiner Textform ist eine auf der Blogging-Plattform Tumblr entstandene Interpretation des Romeo-und-Julia-Stoffes:

“What light. So breaks. Such east. Very sun. Wow, Juliet.

What Romeo. Such why. Very rose. Still rose.

Very balcony. Such climb.

Much love. So Propose. Wow, marriage.

Very Tybalt. Much stab. What do?

Such exile. Very Mantua. Much sad.

So, priest? Much sleeping. Wow, tomb.

Such poison. What dagger. Very dead. Wow, end.”

Doge Speak folgt einer simplen Struktur. Es bedient sich verschiedener Phrasentypen, die zu Sinnabsätzen zusammengefügt werden. Ein Sinnabschnitt setzt sich meist aus einer oder mehreren Zwei-Wort-Phrasen zusammen, gefolgt von einer Ein-Wort-Phrase.
Das Repertoire der Ein-Wort-Phrasen ist stark begrenzt und enthält neben wow hauptsächlich maximal eingekürzte Wortformen wie amaze, excite oder scare (statt amazing, excitement oder scary).
| Wort | Deutsche Übersetzung | Standardsprachlich folgende Wortart |
| ---- | -------------------- | ----------------------------------- |
| so   | so                   | Adjektiv, Adverb                    |
| such | solch(er/e/es)       | Substantiv                          |
| many | viele                | zählbares Substantiv im Plural      |
| much | viel                 | unzählbares Substantiv              |
| very | sehr                 | Adjektiv, Adverb                    |

Die erste Konstituente einer Zwei-Wort-Phrase beschränkt sich ebenfalls auf eine sehr begrenzte Auswahl festgelegter Worte. Dieser Grundwortschatz umfasst so, such, many, much und very. Standardsprachlich geben diese Begriffe im Englischen eine Selektionsbeschränkung nachfolgender Worte vor. Die zweite Zwei-Wort-Phrasen-Konstituente wird konträr zu dieser Beschränkung gewählt. Es werden bewusst standardsprachlich ungrammatikalische Phrasen erzeugt.
Beispielsweise modifiziert such im Standardenglischen keine Verben, was in Doge Speak hingegen funktioniert: such eat ist hier korrekt. In gleicher Weise werden englische Adjektive und Nomen behandelt, so ist very wine in Doge Speak ebenso richtig wie many delicious.
Sprachlich gleicht Doge Speak einer auf den Hund gerichteten Selbstprojektion des Menschen und funktioniert wie vereinfachter Baby Talk. Menschen sprechen mit Tieren (und Babys) häufig in einer syntaktisch stark simplifizierten und artikulatorisch überspitzten Weise. Diese wird hier in Form eines Memes wiedergegeben, nun aus Sicht des Tieres. Doge Speak spiegelt also, wie der Mensch mit dem Hund spricht. In der modernen Internetsprache ist es darüber hinaus üblich, überwältigende Emotionen durch eine stilisiert verkürzte Satzstruktur auszudrücken. In dieses Prinzip fügt sich auch Doge Speak.

## Adaption
- Bei YouTube konnte man eine Zeit lang „doge meme“ in die Suchleiste eingeben, dann änderte sich die Schriftart der Seite als Easter Egg in Comic Sans MS.[13][14]
- Die Kryptowährung Dogecoin, Abkürzung DOGE, bekam Name und Design vom Internetphänomen Doge.[15] Die kleine Schwesterwährung davon ist Litedoge (Abkürzung: LDOGE).[16]
- dogescript ist eine Scriptsprache, die sich nach JavaScript kompilieren lässt.[17]
- Im November 2024 kündigte der gewählte US-Präsident Donald Trump die Gründung des Department of Government Efficiency (DOGE) an, das von Elon Musk und Vivek Ramaswamy geleitet werden soll. Die Abkürzung DOGE ist ein bewusster Verweis auf das Doge-Meme und die Kryptowährung Dogecoin, die beide eng mit Musk verbunden sind.[18][19]